# Nieuw-Zeelandse hockeyploeg (vrouwen)
De Nieuw-Zeelandse hockeyploeg voor vrouwen is de nationale ploeg die Nieuw-Zeeland vertegenwoordigt tijdens interlands in het hockey. De hoogste positie op het WK was de vierde plaats in 1986. Dit was ook de hoogste plaats op een   Olympische Spelen, in 2012. Op de Champions Trophy werd in 2011 met een derde plaats de beste prestatie ooit gehaald.

## Erelijst Nieuw-Zeelandse hockeyploeg
| Jaar | Champions Trophy      | Oceanisch kampioenschap                   | Olympische Spelen         | Wereldkampioenschap              | Hockey World League Hockey Pro League |
| ---- | --------------------- | ----------------------------------------- | ------------------------- | -------------------------------- | ------------------------------------- |
| 1971 |                       |                                           |                           | 5e IFWHA WK 1971 Auckland        |                                       |
| 1972 |                       |                                           |                           | geen deelname                    |                                       |
| 1974 |                       |                                           |                           | geen deelname                    |                                       |
| 1975 |                       |                                           |                           | IFWHA WK 1975 Edinburgh          |                                       |
| 1976 |                       |                                           |                           | geen deelname                    |                                       |
| 1978 |                       |                                           |                           | geen deelname                    |                                       |
| 1979 |                       |                                           |                           | 9e IFWHA WK 1979 Vancouver       |                                       |
| 1980 |                       |                                           | boycot OS 1980 Moskou     |                                  |                                       |
| 1981 |                       |                                           |                           | geen deelname                    |                                       |
| 1983 |                       |                                           |                           | 7e WK 1983 Kuala Lumpur          |                                       |
| 1984 |                       |                                           | 6e OS 1984 Los Angeles    |                                  |                                       |
| 1985 |                       |                                           |                           |                                  |                                       |
| 1986 |                       |                                           |                           | 4e WK 1986 Amstelveen            |                                       |
| 1987 | 6e CT 1987 Amstelveen |                                           |                           |                                  |                                       |
| 1988 |                       |                                           | geen deelname             |                                  |                                       |
| 1989 | geen deelname         |                                           |                           |                                  |                                       |
| 1990 |                       |                                           |                           | 7e WK 1990 Sydney                |                                       |
| 1991 | geen deelname         |                                           |                           |                                  |                                       |
| 1992 |                       |                                           | 8e OS 1992 Barcelona      |                                  |                                       |
| 1993 | geen deelname         |                                           |                           |                                  |                                       |
| 1994 |                       |                                           |                           | geen deelname                    |                                       |
| 1995 | geen deelname         |                                           |                           |                                  |                                       |
| 1996 |                       |                                           | geen deelname             |                                  |                                       |
| 1997 | geen deelname         |                                           |                           |                                  |                                       |
| 1998 |                       |                                           |                           | 6e WK 1998 Utrecht               |                                       |
| 1999 | 5e CT 1999 Brisbane   | OK 1999 Dunedin en Sydney                 |                           |                                  |                                       |
| 2000 | 6e CT 2000 Amstelveen |                                           | 6e OS 2000 Sydney         |                                  |                                       |
| 2001 | 5e CT 2001 Amstelveen | OK 2001 Wellington / Auckland / Hamilton  |                           |                                  |                                       |
| 2002 | 5e CT 2002 Macau      |                                           |                           | 11e WK 2002 Perth                |                                       |
| 2003 | geen deelname         | OK 2003 Melbourne en Auckland / Whangarei |                           |                                  |                                       |
| 2004 | 6e CT 2004 Rosario    |                                           | 6e OS 2004 Athene         |                                  |                                       |
| 2005 | geen deelname         | OK 2005 Auckland en Sydney                |                           |                                  |                                       |
| 2006 | 6e CT 2006 Amstelveen |                                           |                           | geen deelname                    |                                       |
| 2007 | geen deelname         | OK 2007 Buderim                           |                           |                                  |                                       |
| 2008 | geen deelname         |                                           | 12e OS 2008 Peking        |                                  |                                       |
| 2009 | geen deelname         | OK 2009 Invercargill                      |                           |                                  |                                       |
| 2010 | 5e CT 2010 Nottingham |                                           |                           | 7e WK 2010 Rosario               |                                       |
| 2011 | CT 2011 Amstelveen    | OK 2011 Hobart                            |                           |                                  |                                       |
| 2012 | 6e CT 2012 Rosario    |                                           | 4e OS 2012 Londen         |                                  |                                       |
| 2013 |                       | OK 2013 Stratford                         |                           |                                  | 5e HWL 2012-13                        |
| 2014 | 4e CT 2014 Mendoza    |                                           |                           | 5e WK 2014 Den Haag              |                                       |
| 2015 |                       | OK 2015 Stratford                         |                           |                                  | HWL 2014-15                           |
| 2016 | 6e CT 2016 Londen     |                                           | 4e OS 2016 Rio de Janeiro |                                  |                                       |
| 2017 |                       | OK 2017 Sydney                            |                           |                                  | HWL 2016-17                           |
| 2018 | geen deelname         |                                           |                           | 11e WK 2018 Londen               |                                       |
| 2019 |                       | OK 2019 Rockhampton                       |                           |                                  | 6e HPL 2019                           |
| 2021 |                       |                                           | 8e OS 2020 Tokio          |                                  | 6e HPL 2020                           |
| 2022 |                       |                                           |                           | 5e WK 2022 / Amstelveen/Terrassa | geen deelname                         |
| 2023 |                       | OK 2023 Whangarei                         |                           |                                  | 8e HPL 2023                           |
| 2024 |                       |                                           | geen deelname             |                                  | geen deelname                         |
| 2025 |                       | ?e OK 2025 Darwin                         |                           |                                  | geen deelname                         |
| 2026 |                       |                                           |                           | geen deelname                    | ?e HPL 2026                           |

Aan het wereldkampioenschap van 1971 deed ook een team mee met spelers tot 23 jaar. Dit team eindigde als zevende. In 1980 trok het team zich terug van de Olympische Spelen vanwege de internationale boycot.
Overige toernooien
| Gemenebestspelen  | Gemenebestspelen |
| ----------------- | ---------------- |
| 1998 Kuala Lumpur | Brons            |
| 2002 Manchester   | 4e               |
| 2006 Melbourne    | 4e               |
| 2010 Delhi        | Zilver           |